# LKS Ceramik Krotoszyn
Ludowy Klub Sportowy Ceramik Krotoszyn – klub sportowy zapasów w stylu wolnym z siedzibą w Krotoszynie przy ulicy Sportowej 1.

## Historia
Początki sportu zapaśniczego w tamtym regionie sięgają 1954 roku, kiedy to w Sulmierzycach (miasto położ. 11 km koło Krotoszyna) założono Klub Zapaśniczy "Sulmirczyk". Klub ten pod wodzą trenera Waldemara Koniecznego, bardzo szybko osiągnął czołową pozycję w kraju w zapasach – styl wojny. Świadczy o tym wywalczenie III miejsca w kraju w stylu wolnym, a zawodnicy tego klubu: Leonard Świderski, Bogdan Bartkowiak, Lech Pauliński, Eugeniusz Ratajczak, Tadeusz Rozum, Krzysztof Machnik wielokrotnie reprezentowali barwy kraju w meczach międzypaństwowych. W 1969 roku LKS "SULMIRCZYK" – jego sekcja zapaśnicza zostaje przeniesiona do Krotoszyna, który to klub w 1974 roku zmienia nazwę na Ludowy Klub Sportowy CERAMIK, jest to związane z rozpoczęciem działalności klubu pod patronatem Krotoszyńskich Zakładów Ceramiki Budowlanej. Wraz z przeniesieniem klubu, do Krotoszyna przenosi się część doświadczonych i utytułowanych zawodników z Lechem Paulińskim na czele. Tym samym powstała silna sekcja, której zawodnicy przez kolejne lata zdobywaj medale mistrzostw Polski w kategorii seniorów, juniorów i młodzików w zapasach.
W 1997 roku wprowadzona została nowa dyscyplina sumo. W 2001 została ona zlikwidowana, po sporze zawodników z władzami klubu.